# João Paulo Andrade
João Paulo Andrade (n. 6 iunie 1981, Leiria, Portugalia) este un jucător de fotbal portughez, în prezent legitimat la Vitoria Guimaraes. În sezonul 2008-2009 a jucat în Liga I, la Rapid București.